# آرانتکسا روس
 آرانتکسا روس (انگلیسی: Arantxa Rus؛ زادهٔ ۱۳ دسامبر ۱۹۹۰) یک تنیس‌باز اهل هلند است.